# Meng Ge
Liu Qingdi (chino simplificado: 刘清娣, chino tradicional: 刘清娣, pinyin: Liú Qīngdì, nacida en 1966) es una cantante china, conocida por su nombre artístico como Meng Ge (梦鸽).

## Biografía
Liu Qingdi nació en Shashi, Jingzhou, Hubei, China en 1966. A la edad de ocho años, por la influencia de su madre, ella realizó su primer espectáculo en el escenario. Liu asistió al Conservatorio de Música de China, a la Academia de Arte del Ejército de Liberación del Pueblo Chino y al Conservatorio Central de Música. Después de graduarse, se unió a la  Liberación Popular del Pueblo Chino del Ejército Naval, de canto y danza.

## vida personal
En 1990, con veinticuatro años de edad, ella y Li Shuangjiang (李双江), su profesor, se casaron en Beijing. Ellos tienen un hijo llamado Li Tianyi (李天 一).